# ساموئل ویتبرد
ساموئل ویتبرد (به انگلیسی: Samuel Whitbread) (زاده ۳۰ اوت ۱۷۲۰ - درگذشته ۱۱ ژوئن ۱۷۹۶) کارآفرین، بازرگان و مدیر ارشد اجرایی انگلیسی بود، که در سال ۱۷۴۲ شرکت ویتبرد را تأسیس کرد.